# 에스토니아의 경제
에스토니아의 경제는 선진 경제국이며, 에스토니아는 유럽 연합과 유로존의 회원국이다. 에스토니아 경제는 핀란드와 스웨덴 경제의 발전에 큰 영향을 받고 있다.

## 역사
제2차 세계 대전 전에는 에스토니아 경제는 농업에 기반을 두고 있었지만, 타르투 대학교는 과학 분야의 공헌으로 잘 알려져 있었고, 핀란드와 비슷한 산업 분야의 성장도 있었다. 버터, 우유, 치즈와 같은 제품들은 서유럽 시장에서 널리 알려져 있었다. 주요 시장은 독일과 영국이었고, 모든 무역의 3%만이 이웃한 소련과 함께였다. 에스토니아와 핀란드는 비교적 비슷한 생활 수준을 가지고 있었다.
1940년 소련이 에스토니아를 합병하고 제2차 세계 대전 중 나치와 소련이 파괴되면서 에스토니아 경제는 마비되었다. 이후 소련의 점령과 전후 소련의 생활화는 에스토니아 경제와 산업이 소련의 중앙 계획 구조에 통합되면서 계속되었다. 1991년 에스토니아의 1인당 GDP는 100달러에 불과했다.
에스토니아는 1980년대 말 공산주의에서 벗어나 1991년 독립을 회복하고 시장 경제가 되면서 세계 경제의 선구자로 부상했다. 1992년 에스토니아 크론을 자국 통화로 채택했고, 이것은 경제를 크게 안정시켰다. 1994년에는 개인 소득에 관계없이 26%의 균등한 세금을 부과하면서 균일세를 채택한 세계 최초의 국가 중 하나가 되었다. 에스토니아는 1990년대 후반 중앙유럽과 동유럽 어느 나라보다 1인당 외국인 투자를 많이 받았다. 2005년과 2008년 사이에, 개인 소득세율은 26%에서 21%로 낮아졌다.
에스토니아는 EU-15를 빠르게 따라잡고 있다. 에스토니아 1인당 GDP는 1996년 EU-15 평균의 34.8%에서 2007년 65%로 증가했는데, 이는 중앙유럽 국가들과 비슷하다.  에스토니아는 이미 세계은행에 의해 고소득 국가로 평가되고 있다. 세계은행에 따르면 2018년 1인당 GDP(PPP)는 리투아니아와 키프로스 사이에 35,974달러였지만 스페인이나 이탈리아와 같은 대부분의 오랜 EU 회원국들보다는 낮았다. 소련 붕괴 이후 경제 성과 때문에 에스토니아는 발트의 호랑이 중 하나로 불리고 있다.
2008년 에스토니아는 경제자유지수 2008에서 162개국 중 12위를 차지했는데 이는 옛 소련 공화국 중 최고 수준이다. 같은 해, 그 나라는 노동 시장의 자유에 의해 유럽 국가들 중 최하위를 차지했지만, 정부는 개선안을 입안하고 있다.
에스토니아에게 2007-2008년 세계 금융 위기는 비교적 견디기 쉬웠는데, 이는 에스토니아의 예산이 일관되게 균형을 유지해왔고, 이는 에스토니아의 GDP 대비 공공 부채가 유럽에서 가장 낮은 수준을 유지했음을 의미한다. 경제는 2010년에 회복되었다.
2011년 1월 1일 에스토니아는 유로존에 가입한 최초의 옛 소련 공화국이 되었다.

## 오늘날의 경제
2013년 2/4분기에 에스토니아의 월평균 총 임금은 €976 (15, (15,271 크론, 미화 1,328달러) 이 수치는 2018년 기준으로 1,310유로(20,497크론, 미화 1,473달러)로, 2021년 6월 현재 1,586유로(20,816크론, 미화 1,876달러)로 꾸준히 증가하고 있다.
에스토니아는 전력 수요의 90% 이상을 현지에서 채굴한 오일 셰일로 공급하며 거의 에너지 자립국이다. 목재, 이탄, 바이오매스와 같은 대체 에너지원은 일차 에너지 생산의 약 9%를 차지한다. 에스토니아는 서유럽과 러시아로부터 필요한 석유 제품을 수입한다. 오일 셰일 에너지, 통신, 섬유, 화학 제품, 은행, 서비스, 식품 및 어업, 목재, 조선, 전자 및 운송은 경제의 핵심 부문이다. 탈린 근처의 무가 항구는 좋은 환적 능력, 대용량 곡물 엘리베이터, 냉동/냉동 저장, 최신 유조선 하역 능력을 갖춘 현대식 시설이다. 그 철도는 서양, 러시아 및 기타 동양을 연결하는 통로 역할을 한다.
오늘날 에스토니아는 주로 핀란드, 러시아, 스웨덴 및 독일의 4대 무역 파트너의 발전에 영향을 받고 있다. 정부는 2016년부터 혁신에 대한 지출을 크게 늘렸으며 2017년에는 연구개발을 촉진하기 위해 3억 4백만 유로를 책정했다.

### 미래 예측
에스토니아 경제의 장기적인 전망은 유럽에서 가장 유망한 것 중 하나이다. 2011년, 에스토니아의 실질 GDP 성장은 8.0%였고, CEPI의 예측에 따르면, 1인당 GDP는 2025년까지 스웨덴, 핀란드, 덴마크, 노르웨이의 북유럽 경제 수준으로 올라갈 수 있을 것이다. 같은 예측에 따르면, 2050년까지 에스토니아는 룩셈부르크 다음으로 유럽 연합에서 가장 생산적인 나라가 될 것이고, 따라서 세계에서 가장 생산적인 5대 국가에 합류할 것이다.

## 취업 참여

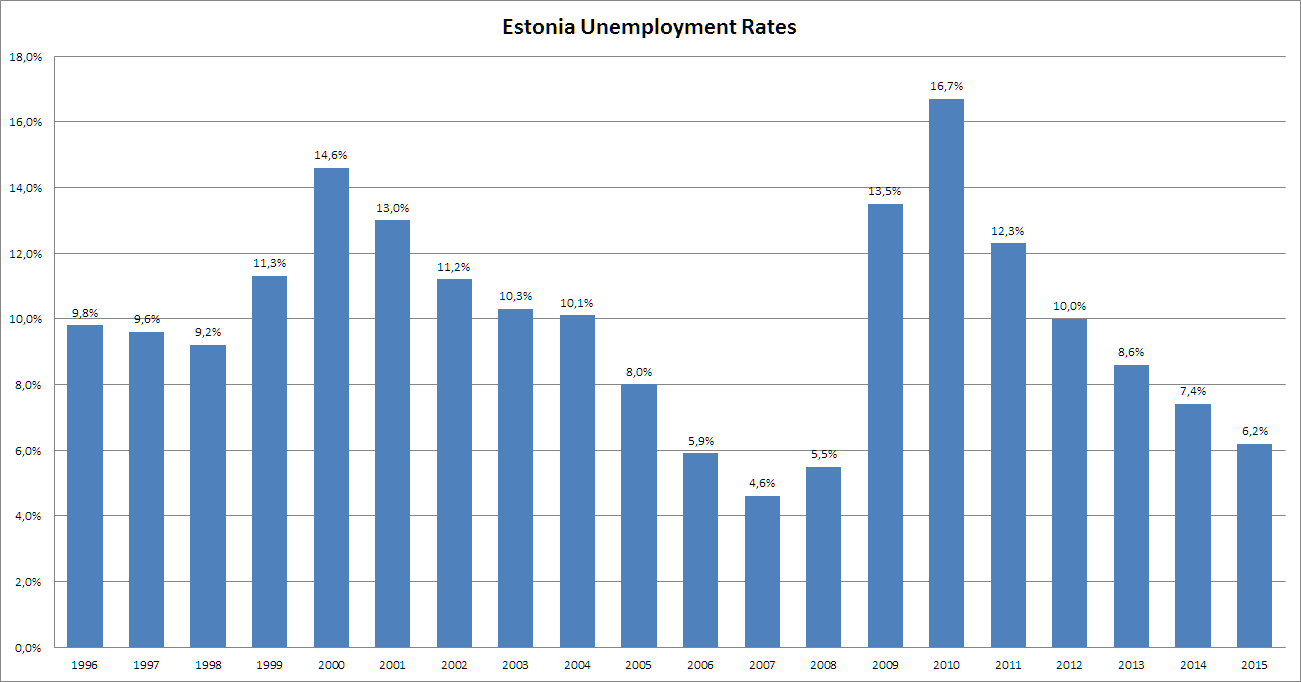
에스토니아 통계청에 따르면 에스토니아 노동력의 백분율로 실업률

에스토니아는 약 60만 명의 직원이 있지만, 에스토니아는 숙련 노동력이 부족하고, 유럽 도처에서 기술 부족이 경험되고 있기 때문에, 정부는 그럼에도 불구하고 부족 문제를 해결하는 데 불충분하다는 비난을 받음에도 불구하고 EEA가 아닌 시민들을 위한 근로 비자 할당량을 늘렸다.
2000년대 후반의 세계 경기 침체, 거의 동시에 일어난 에스토니아 노동시장 유연성 증대를 위한 법률의 변경으로 에스토니아 실업률이 위기 기간 동안 최대 18.8%까지 치솟은 후 2011년 여름까지 경제가 안정되면서 13.8%까지 치솟았다. 수출 호조에 힘입어 회복하다 내수와 그에 따른 수입은 급감했고 공공재정은 삭감되었다. 실업률 감소의 일부는 일부 에스토니아인들이 핀란드, 영국, 호주 등지로 취업을 위해 이주한 데 기인한다.
경기침체 이후 실업률은 낮아졌고 2015년과 2016년 내내 실업률은 6%를 약간 웃도는 경제 침체 이전 수준에 머물렀다.

## 무역

HS 제품 분류에서 에스토니아의 제품 수출에 대한 그래픽 묘사

에스토니아는 기계 및 장비(연간 33%), 목재 및 종이(연간 15%), 섬유(연간 14%), 식품(연간 8%), 가구(연간 7%), 금속 및 화학제품 등을 수출한다. 에스토니아는 또한 연간 156만 2천 메가와트의 전기를 수출한다. 에스토니아는 기계·장비(연간 33.5%), 화학제품(연간 11.6%), 섬유(연간 10.3%), 식품(연간 9.4%), 운송장비(연간 8.9%) 등을 수입한다. 에스토니아는 연간 20만 메가와트의 전기를 수입한다.